# CrossOver
Pour les articles homonymes, voir Crossover.
CrossOver (CrossOver Office jusqu'à la version 6.0) est un logiciel commercial et propriétaire développé par l'entreprise CodeWeavers (en), permettant d'exécuter de nombreuses applications et plugins créés pour Windows, sur Linux et Mac OS X grâce à une couche de compatibilité.
C'est en fait une version reconfigurée et propriétaire du code source public de Wine, auquel il ajoute divers patchs de compatibilité, une configuration évoluée, une intégration propre aux environnements Gnome et KDE, et des capacités de virtualisation.

## Développement
CodeWeavers emploie plusieurs développeurs du projet logiciel open source Wine, auquel elle contribue au code en retour selon la licence GNU LGPL.
La version 6.0 (2007) supporte plusieurs jeux, tels que Counter-Strike, Half-Life 2, Prey ou World of Warcraft.

## Fonctionnement
CrossOver crée un environnement virtuel Windows appelé « une bouteille ». Cette bouteille est, par défaut (dans la version 9) Windows XP. Il est également possible d'avoir un environnement Windows 98, Windows 2000, Windows Vista, et Windows 10.
Ainsi, de nombreux logiciels qui tournent sous Windows peuvent être exécutés avec plus ou moins de succès.